# Camarhynchus
Camarhynchus é um género de ave da família Emberizidae.
Este género contém as seguintes espécies:
- Camarhynchus parvulus
- Camarhynchus pauper
- Camarhynchus psittacula
- Camarhynchus pallidus
- Camarhynchus heliobates